# Валентин Игнатов
 Тази статия е за футболиста.  За хирурга вижте Валентин Игнатов (хирург).  
Валентин Йорданов Игнатов е бивш български футболист, нападател, по-късно треньор на детски и юношески отбори в Кипър.

## Футболна кариера
Играл е за Етър, Академик (Свищов), Славия, Локомотив (Горна Оряховица), Хасково, Янтра, Видима-Раковски, Арис (Солун, Гърция), Анортозис (Кипър), Униао де Мадейра (Португалия) и Орестиада (Гърция). В А група има 182 мача и 48 гола. Вицешампион през 1990 със Славия, бронзов медалист през 1989 с Етър и през 1991 г. със Славия. Полуфиналист за купата на страната през 1987 г. с Локомотив (ГО). За купата на УЕФА има 2 мача и 1 гол за Славия. Има 4 мача за националния отбор. Бивш треньор на Етър и Локомотив (ГО).

### Статистика по сезони
- Етър – 1985/86 – А група, 1 мач/0 гола
- Етър – 1986/87 – А група, 1/0
- Етър – 1987/ес. – А група, 13/1
- Академик (Св) – 1988/пр. – Б група, 14/1
- Славия – 1988/89 – А група, 14/2
- Славия – 1989/90 – А група, 30/7
- Славия – 1990/91 – А група, 19/8
- Арис – 1991/пр. – Етники Категория, 3/0
- Арис – 1991/92 – Етники Категория, 23/9
- Локомотив (ГО) – 1992/93 – А група, 27/7
- Локомотив (ГО) – 1993/ес. – А група, 15/5
- Хасково – 1994/пр. – Б група, 14/8
- Локомотив (ГО) – 1994/95 – А група, 28/9
- Анортозис – 1995/ес. – Дивизия А, 15/4
- Орестиада – 1996/пр. – Етники Категория, 11/3
- Янтра – 1996/ес. – Б група, 4/1
- Етър – 1996/97 – А група, 26/4
- Етър – 1997/ес. – А група, 8/1
- Униао де Мадейра – 1997/98 – Португалска Суперлига, 16/2
- Янтра – 1998/ес. – Б група, 14/6
- Етър – 1999/пр. – Б група, 12/2
- Етър – 1999/00 – Б група, 28/13
- Видима-Раковски – 2000/01 – Б група, 27/8
- Видима-Раковски – 2001/02 – Б група, 24/6